# Northway (Gloucestershire)
Northway est une paroisse civile et un village du Gloucestershire, en Angleterre.